# Sogni di un robot
Sogni di un robot è l'album d'esordio del cantautore italiano Gianni Bella, pubblicato dall'etichetta discografica Derby e distribuito dalla CBS nel 1976.
Non è mai stato pubblicato su cd, download e streaming ufficiali.

## Tracce

### Lato A
1. Non si può morire dentro
2. Vivrò vivrai
3. Sole nell'anima
4. I sogni di un robot

### Lato B
1. Più ci penso
2. Oh! Mama
3. Guarda che ti amo
4. Eppure più bella
5. T'amo